# 封宝盖
封宝盖，名玄。渤海蓨縣（今河北景縣）人。中國南北朝时北齐、北周官员。
父为北齐安德郡开国公封子绘，州辟主簿，不就。释褐北齐左丞相（斛律金）府参军（三妹封宝华嫁给斛律金孙斛律须达），转司空府中兵参军，加广德将军，袭爵安德郡开国公，迁通直散骑常侍，龙骧将军，又除鸿胪少卿。北周灭北齐，仕周为威烈将军、襄州总管（卫国公宇文直）府掾。

## 家族
- 祖父：封隆之，安德郡开国公，谥号宣懿。
- 父亲：封子绘，安德郡开国公，谥号忠简。
- 母亲：太原王氏王楚英
  - 弟弟：封宝相
  - 姊妹：封宝首
  - 姊妹：封宝艳
  - 妹妹：封宝华
  - 妹妹：封宝丽